# Syphon Filter (серия игр)
Syphon Filter — серия экшен-видеоигр в жанре шутера от третьего лица, разработанная Bend Studio (ранее Eidetic) и изданная Sony Computer Entertainment (ранее 989 Studios) для PlayStation, PlayStation 2 и PlayStation Portable. В серии, Syphon Filter — название, данное таинственному биологическому оружию.

## Игры
| Игра                            | GameRankings | Metacritic                |
| ------------------------------- | ------------ | ------------------------- |
| Syphon Filter                   | н/д          | (PS) 90/100               |
| Syphon Filter 2                 | (PS) 81%     | н/д                       |
| Syphon Filter 3                 | н/д          | (PS) 73/100               |
| Syphon Filter: The Omega Strain | н/д          | (PS2) 65/100              |
| Syphon Filter: Dark Mirror      | н/д          | (PSP) 87/100 (PS2) 70/100 |
| Syphon Filter: Logan's Shadow   | н/д          | (PSP) 85/100              |

### Syphon Filter(1999)
В центре сюжета — специальные агенты Габриэль Логан и Лиан Син, которым правительство Соединенных Штатов поручило задержать международного террориста по имени Эрих Ромер.

### Syphon Filter 2(2000)
Сюжет начинается сразу после того, как закончился предыдущий Syphon Filter. Гейб намеревается уничтожить вирус, в то время как правительство США преследует его как террориста.

### Syphon Filter 3(2001)
Гейб и его команда подозреваются в государственной измене. Вызванная, чтобы доказать свою невиновность, команда рассказывает об инцидентах, которые привели к этому моменту. На заднем плане Гейб пытается избавить мир от вируса Syphon Filter раз и навсегда.

### Syphon Filter: The Omega Strain(2004)
Гейб, ныне глава правительственного агентства, возглавляет глобальное расследование вирусных вспышек, чтобы предотвратить появление более смертоносного штамма титульного вируса. В отличие от предыдущих игр, главным героем является рекрут I.P.C.A. Кобра, в то время как Гейб и Лиан Син выступают в качестве вспомогательных NPC.

### Syphon Filter: Dark Mirror(2006)
После неоднозначного приема Omega Strain, Dark Mirror — это возвращение к истокам сериала. Гейб Логан расследует террористический акт на нефтеперерабатывающем заводе на Аляске только для того, чтобы обнаружить большой заговор вокруг Dark Mirror. Это первая игра Syphon Filer, разработанная для PlayStation Portable. Порт PlayStation 2 удалил мультиплеер и свежий контент, но восстановил возможность броска.

### Syphon Filter: Logan’s Shadow(2007)
Являясь прямым продолжением Dark Mirror, Гейб получает задание вернуть украденное военное оборудование у сомалийских пиратов, обнаружив при этом, что его напарник Лиан Син может быть двойным агентом.